# Tafaia jullyae
Tafaia jullyae är en skalbaggsart som beskrevs av Franz Antoine 2004. Tafaia jullyae ingår i släktet Tafaia och familjen Cetoniidae. Inga underarter finns listade i Catalogue of Life.